# Джованні Досі
Джованні Дозі — професор економіки та директор Інституту економіки в Scuola Superiore Sant'Anna в Пізі. 

## Кар'єра та наукові зацікавлення
Він є співдиректором робочих груп «Промислова політика» та «Інтелектуальна власність» в Ініціативі політичного діалогу в Колумбійському університеті. Досі є редактором журналу Industrial and Corporate Change у континентальній Європі, який включено в ISI Highly Cited Researchers.
Основні галузі його досліджень, у яких він є автором і редактором кількох робіт, включають економіку інновацій і технологічних змін, промислову організацію та промислову динаміку, теорію фірми та корпоративного управління, еволюційну теорію, економічне зростання та розвиток.
Добірку його праць опубліковано у двох томах: «Інновації», «Організація» та «Економічна динаміка». Вибрані есе, Челтнем, Едвард Елгар, 2000; та економічна організація, промислова динаміка та розвиток: вибрані есе, Челтнем, Едвард Елгар, 2012.

## Економічний аналіз
Економічний аналіз Джованні Досі характеризується сучасними спробами:
- виявити емпіричні закономірності, та
- забезпечити мікрооснови, які відповідають таким закономірностям.

Таким чином, його робота є сумішшю статистичних досліджень і теоретичних зусиль.

### Стилізовані факти
У своїй роботі Досі та його співавтори визначили деякі стилізовані факти як особливо актуальні для економічного аналізу, серед іншого:
- S.F.1 У XIX—XX століттях технологічні інновації виявилися основним фактором економічного зростання країн, темпи зростання яких, однак, демонстрували дедалі більшу дисперсію.
- S.F.2 Процеси навчання, які фірми здійснюють для впровадження інновацій, характеризуються пробами, помилками та несподіваним успіхом.
- S.F.3 Компанії дуже неоднорідні з точки зору розмірів, продуктивності та прибутковості. Зокрема, розміри фірм відображають стаціонарні викривлені розподіли, тоді як продуктивність і прибутковість відображають стаціонарні широкі опори їх товстих хвостів розподілу.

Ці факти спонукали Досі вказати на деякі теоретичні наслідки, які викликають розбіжності всередині неокласичної економіки та свідчать про еволюційну економіку.

### Технічні зміни
Роль технічного прогресу як пояснення сучасного економічного зростання (S.F.1) спонукала Досі ретельно проаналізувати природу технології. Зокрема, він запропонував інтерпретацію технічних змін на основі понять технологічної парадигми. та технологічної траєкторії.